# Carrie Symonds

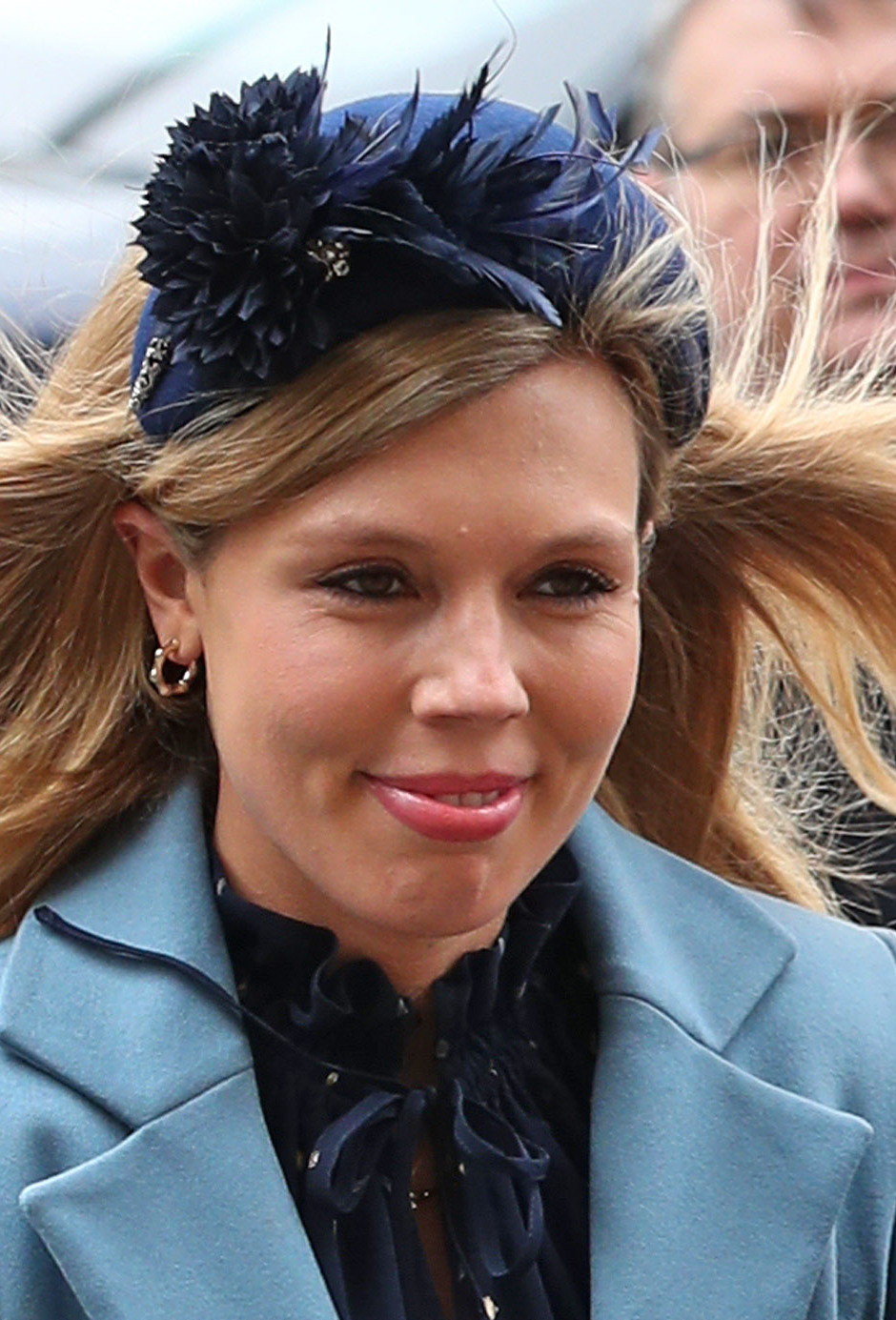
Carrie Symonds (maart 2020)

Carrie Symonds (Londen, 17 maart 1988) is een Britse politiek activist en adviseur. In 2010 trad ze in dienst bij de Britse Conservative Party als persmedewerker. Symonds trouwde op 29 mei 2021 met Boris Johnson, destijds premier van het Verenigd Koninkrijk.

## Persoonlijk leven
Symonds is de dochter van Matthew Symonds, een van de oprichters van de Britse krant The Independent. Ze groeide op in Londen en studeerde kunstgeschiedenis en theaterwetenschappen aan de Universiteit van Warwick. Symonds' eerste baan in de Britse politiek was als medewerker van Zac Goldsmith. Na haar werkzaamheden als persmedewerker voor de Britse Conservative Party, werkte ze vanaf 2012 in het team dat de herverkiezing van Boris Johnson als burgemeester van Londen probeerde te bewerkstelligen. Hierna werkte Symonds onder andere als communicatiestrateeg voor ministers John Whittingdale en Sajid Javid. 
In 2018 verruilde ze haar werkzaamheden in de politiek voor Oceana, een non-profitorganisatie die zich inzet voor de bescherming van de oceanen.
In februari 2020 kondigde Johnson aan dat hij zich had verloofd met Symonds en dat ze een baby verwachtten. Op 29 april 2020 werd hun kind geboren, Johnsons zesde kind. Op 9 december 2021 is het tweede kind van Johnson en Symonds geboren. Op 29 mei 2021 trouwden zij in Londen. Op 5 juli 2023 beviel ze van hun derde kind.